# Kneževina Gornja Ugarska
Kneževina Gornja Ugarska (mađ. Felső-Magyarországi Fejedelemség, tur. Orta Macar, nje. Fürstentum Oberungarn, slk. Hornouhorské kniežatstvo i Stredouhorské kráľovstvo) je bila kratkotrajna osmanska vazalna država kojoj je na čelu bio Mirko Thököly. Turski ga izvori nazivaju kraljevstvom, dok je sam Thököly nazivao se knezom.
Sjedište je bilo u Košicama. Prostiralo se u predjelima Gornje Ugarske, što je područje današnje Slovačke, Mađarske, Rumunjske i Ukrajine.
Osnovana je 19. studenoga 1682. godine. Osmanlije su Thökölya postavile za kneza ove tvorevine. (tur. Muin-i Ali Osman'a itaat üzereyim emre, Kral-ı Orta Macar'ım ki namım Tökeli İmre) Uvjet je bio da osmanskim gospodarima plaća 20.000 zlatnika godišnje. (40.000 pjastera). Godine 1685. Thököly je poražen u bitci kod Prešova te su ga Osmanlije zatočile zbog toga što je prethodno pregovarao s carem Svetog Rimskog Carstva Leopoldom I. te je njegova državina prestala postojati. Nadnevkom prestanka postojanja uzima se 15. listopada 1685. godine.